# Atropha amabilis
Atropha amabilis är en stekelart som beskrevs av André Seyrig 1932. Atropha amabilis ingår i släktet Atropha och familjen brokparasitsteklar. Inga underarter finns listade.